# Memorial Cimurri
Il Memorial Cimurri-Gran Premio Bioera è stata una corsa in linea maschile di ciclismo su strada, che si svolgeva nel territorio circostante la città di Reggio Emilia, in Italia, ogni anno nel mese di ottobre. Faceva parte del calendario dell'UCI Europe Tour, come evento di classe 1.1. È stata soppressa nel 2009, dopo quella che fu l'ultima edizione.

## Albo d'oro
Aggiornato all'edizione 2009.
| Anno | Vincitore            | Secondo           | Terzo               |
| ---- | -------------------- | ----------------- | ------------------- |
| 2005 | Murilo Fischer       | Paride Grillo     | Manuele Mori        |
| 2006 | Enrico Gasparotto    | Matteo Carrara    | Aleksandr Chatuncev |
| 2007 | Leonardo Bertagnolli | Luca Mazzanti     | Manuele Mori        |
| 2008 | Mykhaylo Khalilov    | Giovanni Visconti | Danilo Di Luca      |
| 2009 | Filippo Pozzato      | Luca Paolini      | Daniele Colli       |